# Епархия Бисау
Епархия Бисау (лат. Dioecesis Bissagensis) — епархия Римско-Католической Церкви c центром в городе Бисау, Гвинея-Бисау. Епархия Бисау подчиняется непосредственно Святому Престолу.

## История
4 сентября 1940 года Папа Римский Пий XII издал буллу «Sollemnibus Conventionibus», которой учредил миссию Sui iuris Португальской Гвинеи, выделив её из епархии Сантьяго-де-Кабо-Верде. 29 апреля 1955 года миссия Sui iuris была преобразована в апостольскую префектуру Португальской Гвинеи. 1 января 1975 года апостольская префектура Португальской Гвинеи была переименована в апостольскую префектуру Гвинеи-Бисау.
21 марта 1977 года Папа Римский Павел VI издал буллу «Rerum catholicarum», которой преобразовал апостольскую префектуру Гвинеи-Бисау в епархию Бисау. 13 марта 2001 года из епархии Бисау выделилась новая епархия Бафаты.

## Ординарии епархии
- священник Giuseppe Ribeiro de Magalhaes (20.06.1941 — † 1953);
- священник Martinho da Silva Carvalhosa (1953 — † 1963);
- священник João Ferreira (25.01.1963 — † 1965);
- священник Amândio Domingues Neto (4.04.1966 — 1977);
- епископ Settimio Arturo Ferrazzetta (21.03.1977 — † 26.01.1999);
- епископ José Câmnate na Bissign (15.10.1999 — 11.07.2020, в отставке);
- епископ José Lampra Cá (10.12.2021 — по настоящее время).

## Источник
- Annuario Pontificio, Libreria Editrice Vaticana, Città del Vaticano, 2003, ISBN 88-209-7422-3
- Булла Sollemnibus Conventionibus, AAS 33 (1941), p. 14  (лат.)
- Булла Rerum catholicarum, AAS 69 (1977), p. 321  (лат.)